# Coney Island (canción)
«Coney Island» es una canción hablada del músico norirlandés Van Morrison publicada en el álbum de 1989 Avalon Sunset y como sencillo el mismo año.
La narración está acompañada por una exuberante instrumentación que contrasta con el habitual acento del Úlster. En la canción, Morrison revisita sus viajes de la infancia junto a su madre en Coney Island, County Down, Irlanda del Norte. El viaje desde Belfast en la canción nombra las localidades de Downpatrick, St. John's Point, Strangford Lough, Shrigley,  Killyleagh, Lecale District y Ardglass. Además, la descripción de las imágenes evoca un día otoñal para la lectura de los periódicos del domingo, la observación de pájaros y para "un par de latas de mejillones y algunos arenques en el caso de que tengamos hambre antes de cenar".
La canción termina con el verso: Wouldn't it be great if it was like this all the time? (lo cual puede traducirse al español como: "¿No sería genial si fuera así todo el tiempo?").
"Coney Island" fue incluida en los álbumes recopilatorios de 1993 The Best of Van Morrison Volume Two y de 2007 Still on Top - The Greatest Hits.

## Personal
- Van Morrison: guitarra y voz
- Clive Culberson: bajo
- Neil Drinkwater: sintetizador
- Roy Jones, Dave Early: batería y percusión
- Arty McGlynn: guitarra

## Versiones
Liam Neeson realizó una versión de "Coney Island" para el álbum tributo de 1994 No Prima Donna: The Songs of Van Morrison, posteriormente publicada como sencillo.